# Josep Maria Tubau i Suqué
Josep Maria Tubau i Suqué   (Barcelona, 1931 - Barcelona, 26 de gener de 2021) fou un prevere català. Va estudiar Medecina a l'Hospital Clínic. El 17 de setembre de 1961 va ser ordenat sacerdot, consagrat pel llavors bisbe Gregorio Modrego Casaús. Entre 1976 i 1985 fou rector de la parròquia de Santa Cecília de Barcelona. També fou professor de Moral Sexual a la Facultat de Teologia de Catalunya.

## Obres
- Tubau i Suqué, Josep Maria. [Recusió crítica de] Josep Tarín-Iglèsias: "L'Abat Marcet" (en castellà).  Barcelona: Seminario Conciliar, 1956.
- Tubau i Suqué, Josep Maria. El Sacerdot avui, vida i missió.  Barcelona: Nova Terra, 1969 (L'Home Nou ; 29). OCLC 1043383713.